# Колодзєє (Підкарпатське воєводство)
Колодзєє (пол. Kołodzieje) — село в Польщі, у гміні Боянув Стальововольського повіту Підкарпатського воєводства.